# گناهکار
گناهکار فیلمی به کارگردانی مهدی گرامی محصول سال ۱۳۳۲ است.

## خلاصه داستان
جوانی هوسران، دختری را فریب می‌دهد و سپس او را رها می‌کند. اما در جریان حوادثی بشدت تنبیه می‌شود و در شرایطی اندوه‌بار سعی می‌کند دختر را بیابد اما موفق نمی‌شود.